# Violoncel
Violoncelul este un instrument muzical cu coarde și arcuș din familia viorii (situat ca dimensiuni și ambitus între violă și contrabas). În mediul folcloric românesc, violoncelul este numit broancă sau gordună; în perioada interbelică, instrumentul era cunoscut în România și sub denumirea de cello (împrumut din limba engleză). Interpretul la violoncel se numește violoncelist.

## Construcție
Dimensiunile instrumentului sunt imense față de cele  ale unei chitare. El are patru coarde acordate în cvinte perfecte, cea mai gravă având sunetul do din octava mare (celelalte sunt: sol, re și la) – de altfel, acordajul violoncelului este identic cu cel al violei, însă la o octava inferioară.

## Aspecte fizice
Când o coardă este lovită sau ciupită, aceasta vibrează mișcând aerul din jurul ei. Astfel, se 
produc undele sonore. Deoarece coarda este destul de subțire, masa de aer mișcat este foarte 
mică și, în consecință, sunetul este slab. La instrumentele acustice cu coarde, cum ar fi 
violoncelul, această lipsă de volum este rezolvată prin montarea corzii vibrante pe un corp mai 
mare. Vibrațiile sunt transmise acestui corp, care poate mișca mai mult aer și astfel produce un 
sunet mai puternic. Odată cu modelul și construcția instrumentului variază și caracterul 
sunetului produs de acesta.
Sunetul unei corzi poate fi ajustat prin schimbarea rigidității sale, care depinde de tensiune și 
de lungime. Un violoncel poate fi acordat prin reglarea tensiunii corzilor sale cu ajutorul cuielor 
situate la capătul gâtului.
Lungimea corzii afectează de asemenea unda sonoră produsă de aceasta. Scurtarea unei corzi o 
tensionează și îi reduce masa. Din moment ce o coardă rigidă, cu o masă mai mică vibrează 
mai rapid, aceasta va produce sunete mai ascuțite. Datorită acestui efect, puteți obține sunete 
mai înalte prin apăsarea acesteia împotriva gâtului violoncelului și efectiv scurtând zona 
vibrantă.
Pentru violoncel, rezonanța lemnului principal, în general, pare foarte aproape de nota F#2, de 
multe ori cu consecințe grave. În cazul în care violoncelistul produce nota F#2, rezonanța 
lemnului principal vibrează la frecvența sa, în timp ce sunetele produse de violoncel sună la 
frecvența notei F#2. Din această cauză rezultă un sunet puternic între aceste două frecvențe; 
acest lucru este cunoscut sub numele de "sunet de lup", pentru că este un sunet neplăcut, 
asemănător mârâitului. Rezonanța lemnului pare să fie divizată în două frecvențe ce nu se 
potrivesc. Acest sunet trebuie eliminat sau redus semnificativ, pentru a se putea obține unul 
plăcut. Eliminarea se poate face fie prin modificarea plăcii frontale a violoncelului, fie cu 
ajutorul unui dispozitiv conceput special pentru acest lucru.

## Armonica
O coardă vibrantă se împarte în mai multe părți ce vibrează în același timp. Fiecare parte 
produce un sunet propriu, numit parțial. O coardă are un fundamental, și o serie de parțiale. 
Combinația cea mai pură a două sunete se poate obține atunci când unul din ele este dublul 
frecvenței celui de-al doilea. Tensiunea provocată de apăsarea arcușului pe coardă în timp ce 
aceasta vibrează poate provoca o plecare vizibilă de la această situație ideală.

## Notație
Partiturile pentru violoncel folosesc cheia fa (bas) și cheia do de pe linia a patra (tenor). Uneori se poate folosi și cheia sol.

## Istoric
Violoncelul și-a făcut apariția în era barocă, un instrument de ambitus similar care l-a precedat fiind viola da gamba (din familia violelor). Aceasta a fost înlocuită total de către violoncel din pricina timbrului lipsit de strălucire și a dinamicii limitate, într-o epocă în care muzica era interesată tot mai mult de formarea de orchestre tot mai numeroase și de organizarea unor concerte în săli de mari dimensiuni.

## Repertoriu
Pentru violoncel s-au scris partituri pentru instrument solist, dar și muzică de cameră sau simfonică (pentru orchestră mare). Violoncelul este membrul cel mai grav al cvartetului de coarde (alături de două viori și violă).
Instrumentul a fost folosit uneori și în genurile muzicale de consum (rock, jazz, pop), traversând scurte perioade de popularitate, fără însă a se impune ca instrument specific pentru niciunul din aceste genuri. Poate servi drept exemplu contrabasistul de jazz Oscar Pettiford sau formația metal Apocalyptica. Violoncelul se regăsește și în muzica tradițională din multe regiuni ale Europei.